# Magaly Solier
Magaly Solier Romero (Huanta, 11 giugno 1986) è un'attrice cinematografica e cantautrice peruviana.

## Biografia

### Le origini
Nasce a Huanta, nel dipartimento di Ayacucho (Perù) e vive con sua madre e i suoi sei fratelli (4 maschi e 2 femmine), lavorando nella fattoria di famiglia.
Gli anni della gioventù sono tragicamente segnati dai fatti di sangue relativi alla guerra civile peruviana degli anni ottanta.
Sin da quando era piccola decise di intraprendere la carriera di cantante e, appena poté, cominciò a partecipare a festival e competizioni canore.
Nel 2003 e nel 2004 vinse il X e l'XI "Festival della Canzone Ayacuchana In Cerca di Nuovi Talenti", in Huanta.

### La carriera di attrice
Anni più tardi, nella piazza d'armi di Luricocha, Magaly stava raccogliendo fondi con alcune amiche della scuola, quando fu avvicinata dalla regista Claudia Llosa che le propose di interpretare un ruolo nel suo prossimo film.
(Magaly Solier Romero, Sito Web Ufficiale di Magaly Solier)
Accettò la proposta e debuttò come attrice protagonista nel film peruviano Madeinusa, girato nel 2005 dalla stessa Claudia Llosa, vincendo i suoi due primi premi nel 2006: miglior attrice nel festival del cinema di Cartagena de Indias (Colombia) e nel Festivalissimo - Festival Ibero-Latinoamericano di Montréal (Canada).
Nel 2007 partecipò al film Dioses del regista cileno Josué Méndez.
Nel 2008 fu protagonista nel film peruviano-spagnolo Il canto di Paloma, secondo film di Claudia Llosa, grazie al quale vinse il premio come miglior attrice ai festival del Cinema di Lima, Gramado, Guadalajara e Montréal. Lo stesso film ottenne varie nomination e vinse diversi premi nei maggiori festival del cinema dell'America Latina, fino ad ottenere l'Orso d'Oro al festival del Cinema di Berlino (Berlinale) nel 2009; nel gennaio 2010 Il canto di Paloma fu il primo film peruviano-spagnolo ad essere nominato per il premio Oscar (Stati Uniti) nella categoria "miglior film in lingua straniera".
Magaly Solier fece la prima comparsa nel cinema europeo nel 2008 con il film belga-tedesco-olandese Altiplano diretto dalla coppia belga-americana Peter Brosens e Jessica Woodworth dividendo la scena con l'attore belga Olivier Gourmet; grazie a questo film partecipò al festival di Cannes (Francia). Il film, girato in Belgio e in Perù, ottenne due premi al festival di Bangkok (Thailandia).
Nel 2009 partecipò al film spagnolo Amador, del regista Fernando León de Aranoa, come protagonista. È così la prima attrice peruviana ad ottenere una parte da protagonista in un film europeo.
Nell'aprile del 2010 a La Paz (Bolivia) ebbe un ruolo secondario nel film Blackthorn di Mateo Gil accanto ad attori come Sam Shepard, Eduardo Noriega e Stephen Rea.
In seguito all'uscita di Amador, nel 2011, Magaly Solier ottiene il premio come miglior attrice nel Festival Internazionale di Guadalajara ed il regista ottiene il premio come miglior regista.
Nel giugno del 2011 si recò in Cile per girare il suo ottavo film e quinto con ruolo protagonista: Ñusta Huillac, La Tirana, dove impersonerà una principessa Inca guerriera.
Nell'ottobre dello stesso anno, si reca nuovamente in Cile per girare il lungometraggio italiano Alfonsina y el mar, per la regia di Davide Sordella, nel quale è co-protagonista con l'attrice Lucia Bosè, madre del famoso cantante Miguel Bosé. La prima di Alfonsina y el mar ha avuto luogo in occasione del Festival de Cannes del 2012.

#### Premi[1][2]
| Anno | Premio                             | Evento                                                              | Film               |
| ---- | ---------------------------------- | ------------------------------------------------------------------- | ------------------ |
| 2007 | Miglior attrice                    | 47º Festival del cinema di Cartagena de Indias (Colombia)           | Madeinusa          |
| 2007 | Miglior attrice                    | Festivalisimo - Festival Ibero-Latinoamericano di Montreal (Canada) | Madeinusa          |
| 2009 | Miglior attrice ("Mayahuel Award") | Festival Internazionale del cinema di Guadalajara (Messico)         | Il canto di Paloma |
| 2009 | Miglior attrice                    | Festival di Lima: 13º Encuentro Latinoamericano de Cine-Peru (Perù) | Il canto di Paloma |
| 2009 | Miglior attrice                    | 37º Festival del cinema di Gramado 2009 (Brasile)                   | Il canto di Paloma |
| 2009 | Miglior attrice (Orso d'Oro)       | Festival Internazionale del Cinema di Berlino                       | Il canto di Paloma |
| 2009 | Miglior attrice                    | Montreal World Film Festival (Canada)                               | Il canto di Paloma |
| 2011 | Miglior attrice                    | Festival Internazionale del cinema di Guadalajara (Messico)         | Amador             |

### La carriera di cantante
Magaly lancia nel 2009 il suo primo album, dal titolo Warmi, comprendente 11 canzoni con testi in lingua quechua e lingua spagnola.

## Filmografia
- Madeinusa (Perù) (2006)
- Dioses (Perù) (2008)
- Il canto di Paloma (La teta asustada) (Perù-Spagna) (2009)
- Altiplano (Belgio-Germania-Olanda) (2009)
- Amador (Spagna) (2009)
- Blackthorn - La vera storia di Butch Cassidy (Blackthorn) (Spagna-Stati Uniti-Bolivia-Francia) (2011)
- Sigo siendo (Kachkaniraqmi) (2012)
- Ñusta Huillac: La Tirana (2012)

## Discografia
- Warmi (2009).